# Else Jeanette Dublon
Else Jeanette Dublon (* 1906 in Montabaur; gest. 1998) war eine deutsch-israelische Tänzerin, Tanzlehrerin und Choreographin, zunächst in Deutschland, nach ihrer Alija 1936 im Völkerbundsmandat für Palästina bzw. Israel.

## Leben
Dublon war die Tochter von Lazarus und Pauline Dublon und hatte einen jüngeren Bruder Kurt. Die sephardische Familie Dublon wohnte schon seit Generationen in Wittlich.
Ihr Interesse für jüdische Religion und Kultur motivierte Else Dublon dazu, eine künstlerische Laufbahn einzuschlagen. Nach dem Abitur nahm sie Unterricht bei Mary Wigman in Dresden. 1928 nahm sie in Mannheim an einer Vorbereitung Jugendlicher für die Alija teil; sie war Mitglied in „Blau-Weiß“ und Hashomer Hatzair.
1929 bis 1930 war Else Dublon Solotänzerin am Stadttheater Aachen. In Berlin arbeitete sie von 1930 bis 1932 mit Werner Finck in dem politischen Kabarett „Die Katakombe“ und mit dem Regisseur Erwin Piscator an der Volksbühne. 1932 war sie beim Stadttheater Cottbus. Dann erlitt sie einen von ihren Nazi-Kollegen verursachten Unfall und konnte 1933 bis 1934 keine Vorstellungen mehr geben.
Else Dublon ging in dieser Zeit ihrem früheren Interesse für die jüdische Kultur nach und besuchte Ende 1933 für einige Wochen die chassidische Gemeinde in Amsterdam. Hier sammelte sie Anregungen für ihr „Jüdisches Programm“, mit dem sie ab Oktober 1934 erfolgreich im Kulturbund Deutscher Juden auftrat. Das von der jüdischen Kritik positiv aufgenommene und beim Publikum beliebte Programm gab ihr die Möglichkeit, ihrerseits die Jüdische Künstlerhilfe zu unterstützen. Doch wurden die Arbeitsbedingungen für Else Dublon in Deutschland immer schwieriger. 1935 trat sie in mehreren europäischen Ländern und den USA auf, bevor sie 1936 nach Palästina auswanderte. Dort lebte sie zunächst im Kibbutz Yagur, merkte aber bald, dass sie die harte Arbeit auf den Feldern und in der Küche nicht kombinieren konnte mit einer künstlerischen Karriere. Sie verließ Yagur und lebte in Tel Aviv, später in Jerusalem.
Mit der Choreographie des Tanzes Mayim Mayim gelang ihr 1937 ein großer Erfolg, darüber hinaus choreographierte sie weitere Volkstänze, oft zu biblischen Themen.
Die Eltern Lazarus und Pauline Dublon wurden am 22. Oktober 1940 in das Lager Gurs deportiert. Sie überlebten und wurden nicht wie viele andere weiter nach Auschwitz-Birkenau deportiert. Nach medizinischer Behandlung in Frankreich konnten die Eheleute Dublon 1947 nach Palästina ausreisen, wo ihre mittlerweile verheiratete Tochter und ihr Sohn lebten.